# Tommy Möller
Nils Claes Tom (Tommy) Möller, född den 20 februari 1958 i Nyköpings östra församling, Södermanlands län, är en svensk professor i statsvetenskap vid Stockholms universitet.

## Biografi
Möller disputerade vid Uppsala universitet 1986 med avhandlingen Borgerlig samverkan. I sin forskning har han fokuserat på det svenska partiväsendet, relationen mellan makthavare och folket samt historiska analyser över svenska politiker. Hans lärobok Svensk politisk historia 1809–1975 utgavs 2004 och används vid flera svenska högskolor. Han har därtill ingått som sakkunnig i flera statliga utredningar om välfärdspolitik och demokrati.
Möller var under studietiden medlem i den borgerliga studentföreningen Heimdal som då var medlemsförening i Fria moderata studentförbundet. 2006 blev Möller invald som hedersmedlem i Heimdal. Han arbetade även under en tid som talskrivare åt den dåvarande partiledaren för Moderaterna, Carl Bildt.
I debatten efter Tsunamikatastrofen 2004 ställde Möller sig på kung Carl XVI Gustafs sida i debattartiklar i Expressen och Dagens Nyheter.
Möller har skrivit om Håkan Juholt i En marsch mot avgrunden (2013), om Gunnar Heckscher i  Mellan ljusblå och mörkblå (2004), och Politiskt ledarskap (2009).